# Hardinsburg (Kentucky)
Hardinsburg ist eine Stadt im Breckinridge County, Kentucky, in den USA. Sie ist der Verwaltungssitz des Countys. Namensgeber der Stadt war Captain William Hardin. Das U.S. Census Bureau hat bei der Volkszählung 2020 eine Einwohnerzahl von 2385 ermittelt.

## Geschichte
Im August 1779 wurde Sinclair Hardin, der Cousin Williams, von den Shawnee bei Big Spring während einer frühen Erkundung der Wildnis als erster europäischstämmiger Mensch westlich der Allegheny Mountains getötet.
Captain William Hardin, der Bruder von Colonel John Hardin (Namensgeber von Hardin County), errichtete 1780 ein Grenz-Fort an dieser Stelle. Die Siedlung war im 18. Jahrhundert unter dem Namen Hardin’s Fort oder Hardin’s Station bekannt.
William Hardin erhielt am 14. Februar 1780 400 Acres als Bevollmächtigter von Benjamin Hardin, die 1784 vermessen wurden. Laut Beschreibung lag das Land am Hardin's Creek, einem Nebenarm des Ohio River, und wurde am 21. Juni 1786 offiziell zugewiesen. Dieses Gebiet wurde Hardinsburg.
1782 wurde Hardinsburg durch William Hardin angelegt. Die Siedlung war zunächst klein, wuchs nur langsam und konnte in den ersten hundert Jahren die Marke von eintausend Einwohnern nicht überschreiten.
William Hardin erhielt 1785 vom Bundesstaat Virginia die Nutzungsrechte an 3800 Acres Land in unmittelbarer Umgebung der Stadt.
Hardinsburg wurde 1800 zum Verwaltungssitz des neu eingerichteten Breckinridge County. Als erstes Verwaltungsgebäude wurde 1801 ein Blockhaus errichtet. 1803 entstand das erste Postgebäude.
Die Stadt wurde am 3. Mai 1890 durch das Kentucky General Assembly offiziell eingetragen.

## Geographie
Laut United States Census Bureau besitzt die Stadt eine Gesamtfläche von 9,2 km², davon 8,9 km² Land und 0,1 km² Wasser.

## Einwohner
Laut Census von 2010 gab es 2343 Einwohner, 964 Haushalte und 583 Familien in der Stadt. Die Bevölkerungsdichte betrug 251,5/km². Die ethnische Zusammensetzung beträgt 90,06 % Weiße, 8,61 % Afroamerikaner, 0,17 % indigene Völker, 0,09 % Asiaten, 0,13 % Andere, und 0,94 % 2 oder mehr „Rassen“. 1,41 % der Bevölkerung sind Hispanics.
Es gab 964 Haushalte, von denen 25,1 % Kinder unter 18 Jahren hatten. 43,8 % waren verheiratete Paare, 13,4 % alleinerziehende Frauen und 39,5 % „non-families“. 36,8 % aller Haushalte bestanden aus Einzelpersonen, 19,1 % waren Alleinstehende über 65 Jahre. Die durchschnittliche Haushaltsgröße betrug 2,19 und die durchschnittliche Familiengröße 2,83 Personen.
Altersverteilung: 20,3 % unter 18 J., 10,3 % zwischen 18 und 24, 25,4 % zwischen 25 und 44, 23,6 % zwischen 45 und 64 und 20,4 % älter als 65 Jahre. Der Median betrug 40 Jahre. Auf 100 Frauen kamen 86,6 Männer. Auf 100 Frauen unter 18 Jahren kamen 85 Männer.

## Bildung
Hardinsburg hat eine öffentliche Bibliothek.

## Persönlichkeiten
- Butch Beard (* 1947), ehemaliger US-amerikanischer Basketballspieler und -trainer
- Percy Beard (1908–1990), Hürdenläufer
- Ralph Beard (1927–2007), US-amerikanischer Basketballspieler
- Jenks Carman (1903–1968), Gitarrist
- Bobbi Jordan (1937–2012), Schauspielerin[12]
- Lisa Thornhill, Schauspielerin[13]